# カルロス・フランシスコ・モンヘ
カルロス・フランシスコ・モンへ（Carlos Francisco Monge, 1951年 - ）はコスタリカ出身の詩人、アンソロジスト、文学研究者。コスタリカの現代詩を代表する一人であり、詩作のほかに文芸運動に参加し、コスタリカ詩のアンソロジーを編集するなど多彩な活動をしている。

## 略歴
サン・ホセに生まれる。コスタリカ国立大学に入学し、オクタビオ・パスについての論文で哲学科を卒業する。マドリード大学で文献学の博士号を取得し、コスタリカ国立大学の文学部教授をつとめている。1977年に、ラウレアノ・アルバン、フリエタ・ドブレス、ロナルド・ボニージャとともに「超越主義宣言」を発表し、詩的運動として新しい流れをもたらした。アンソロジストとしてコスタリカ文芸の紹介を行い、『コスタリカ詩の批評的アンソロジー』（1993年）などを発表している。研究者としては、1950年から1980年にかけてのコスタリカ詩のイメージの分析や、コスタリカ詩の時代区分を行っている。

## 作品
19歳で詩集第1作『天体と唇』（1972年）を発表して以来、歴史や現代社会の問題を反映させつつ創作を続けている。作風は超越主義宣言時代の洗練されたものから、日常世界を題材としたものまで幅広い。『緑の祈り』は、日本語、中国語（繁体、簡体）、ドイツ語、アルザス語、フランス語、ギリシャ語、オランダ語、ハンガリー語、英語、ノルウェー語、ポルトガル語、ルーマニア語の翻訳も1冊に収録して出版された。

## 主な著作

### 詩集
- Astro y labio『天体と唇』 (1972年)
- A los pies de la tiniebla『闇の足元で』 (1972年)
- Población del asombro『驚異の住人』 (1975年)
- Reino del latido『鼓動の王国』 (1978年)
- Los fértiles horarios『豊かな時間』 (1983年)
- La tinta extinta『消えたインク』 (1990年)
- Enigmas de la imperfección『不完全の謎』 (2002年)
- Fábula umbría『陰の寓話』 (2009年)
- Poemas para una ciudad inerme『無防備年のための詩』 (2009年)
- Oración verde『緑の祈り』 (2013年)
- Nada de todo aquello『あのすべての何ものでもない』 (2017年)
- El amanuense del barrio『町の写字生』 (2017年)
- Cuadernos a la intemperie『野天ノート』 (2018年)

### 評論
- La imagen separada『分断されたイメージ』 (1984年)
- La rama de fresno『トネリコの枝』 (1999年)
- El vanguardismo literario en Costa Rica『コスタリカにおける文学の前衛主義』 (2005年)
- Territorios y figuraciones『領土と創造』 (2009年)

### 編著
- Antología crítica de la poesía de Costa Rica『コスタリカ詩の批評的アンソロジー』（1993年）
- Costa Rica: poesía escogida『コスタリカ詩選』（1998年）
- Contemporary Costa Rican Poetry『現代コスタリカ詩集』（2012年）
- El poema en prosa en Costa Rica『コスタリカの散文詩』（2014年）
- Poesía de Costa Rica『コスタリカ選詩集―緑の祈り』（2019年）鼓宗訳, 関西大学出版部。 - 日本オリジナルアンソロジー[注釈 3]。